# Christiaan van Geelen (festő, 1794–1826)
Ifj. Christiaan van Geelen (Utrecht, 1794. szeptember 16. – Utrecht, 1826. május 13.) holland festőművész, grafikus. Id. Christiaan van Geelen (1755–1824) festő, grafikus, műkereskedő fia.
Apja mellett tanulta meg a festészet alapjait, majd az utrechti rajzakadémián (Utrechtse Stadsakademie) képezte tovább magát. Tagja volt az utrechti Kunstliefde művésztársaságnak, a keze alatt tanult festeni Margaretha Cornelia Boellaard, Cornelis Willem és Willem Pieter Hoevenaar, Theodoor Soeterik. Apjához hasonlóan elsősorban arcképeket, figurális festményeket, életképeket vitt vászonra, életében különösen népszerűek voltak Rembrandt hatásáról tanúskodó portrérajzai, vörös-fekete krétarajzai. 1818-ban két portréképével szerepelt a kortárs festők amszterdami tárlatán, de képei 1820-ban, majd 1822-ben is szerepeltek egy-egy kiállításon. Munkáit az utrechti Centraal Museum és az amszterdami Rijksmuseum őrzi.

## Fordítás
- Ez a szócikk részben vagy egészben  a   Christiaan van Geelen (1794-1826) című holland Wikipédia-szócikk ezen változatának fordításán alapul.  Az eredeti cikk szerkesztőit annak laptörténete sorolja fel. Ez a jelzés csupán a megfogalmazás eredetét és a szerzői jogokat jelzi, nem szolgál a cikkben szereplő információk forrásmegjelöléseként.